# Округ Отеро (Колорадо)
Отеро (енгл. Otero County) је округ у америчкој савезној држави Колорадо. По попису из 2010. године број становника је 18.831. Седиште округа је град Ла Хуента.

## Демографија
Према попису становништва из 2010. у округу је живело 18.831 становника, што је 1.480 (7,3%) становника мање него 2000. године.
| Група             | 2000.          | 2010.          |
| Белци             | 12.014 (59,2%) | 10.639 (56,5%) |
| Афроамериканци    | 154 (0,8%)     | 143 (0,8%)     |
| Азијати           | 142 (0,7%)     | 143 (0,8%)     |
| Хиспаноамериканци | 7.642 (37,6%)  | 7.596 (40,3%)  |
| Укупно            | 20.311         | 18.831         |